# Macrocarpaea obnubilata
Macrocarpaea obnubilata är en gentianaväxtart som beskrevs av Jason Randall Grant. Macrocarpaea obnubilata ingår i släktet Macrocarpaea och familjen gentianaväxter. Inga underarter finns listade i Catalogue of Life.